# راپورت‌های شبانه دکتر مصدق
راپورت‌های شبانه دکتر مصدق یک نمایشنامه به نویسنده و کارگردان اصغر خلیلی و تهیه‌کننده محمدرضا منصوری که در تالار وحدت به روی صحنه رفته است. این نمایش در خصوص داستان کودتای ۲۸ مرداد بود.
از بازیگران این نمایشنامه می‌توان به فرهاد آییش (دکتر مصدق) ،ایرج راد (خدیجه دختر مصدق)، رؤیا میرعلمی (روزولت) و علیرضا زمانی‌نسب (رشیدیان)، علیرضا آرا (سرلشکر زاهدی)، علی نیکزاد (رئیس مجلس دکتر معظمی) اشاره کرد.
این نمایشنامه از ۲۰ تیر ماه تا ۲۰ مرداد ماه در تالار وحدت بر روی صحنه رفت. مدت زمان اجرای این نمایش ۱۰۰ دقیقه بود.